# Bataille d'Ajnadayn
Batailles
- Mu'tah (629)
- Ajnadayn (634)
- Damas (634)
- Fahl (635)
- Yarmouk (636)
- Jérusalem (636-637)

- Héliopolis (640)
- Nikiou (646)

- Sufétula (647)
- Tahouda (683)
- Mammès (688)
- Carthage (698)
- Oued Nini (698)

- 1re Constantinople (674-678)
- Sébastopolis (692)
- Tyane (~708)
- 2e Constantinople (717-718)
- Andrinople (718)
- Nicée (727)
- Akroinon (740)

- Kamacha (766)
- Invasion de l'Asie Mineure (782)
- Kopidnadon (788)
- Krasos (804)
- Invasion de l'Asie Mineure (806)
- Anzen (838)
- Amorium (838)
- Mauropotamos (844)
- Poson (863)
- Bathys Ryax (872 ou 878)

- Syracuse (877-878)
- Stelai ou 1re Milazzo (880)
- 2e Milazzo (888)
- Taormine (902)
- Garigliano (915)
- Détroit (965)
- Georges Maniakès en Sicile (1038-1040)

- Phœnix de Lycie (655)
- Keramaia (746)
- Conquête musulmane de la Crête (années 820)
- Damiette (853)
- Raguse (866-868)
- Kardia (~872-873)
- Golfe de Corinthe (~873)
- Céphalonie (880)
- Chalcis (~883)
- Thessalonique (904)

- Portes ciliciennes (878)
- Campagnes de Jean Kourkouas (926-944)
- Marach (953)
- Raban (958)
- Andrassos (960)
- Campagnes de Nicéphore II Phocas (956-969)
- Chandax (960-961)
- Alexandrette (971)
- Campagnes de Jean Tzimiskès (~950-975)
- Gués de l'Oronte (994)
- Alep (994-995)
- Apamée (998)
- Campagnes de Basile II (979-999)
- Azâz (1030)

La bataille d'Ajnadayn, qui eut lieu en juillet 634 dans la vallée d'Elah, a été la première grande bataille rangée entre l’Empire romain d'Orient et l'armée arabo-musulmane. Ce fut une victoire décisive pour l’armée musulmane.
Les deux armées ont été déployées en lignes, avec leurs camps à l'arrière. Les archers musulmans jouèrent un rôle décisif dans la bataille. Les femmes musulmanes étaient chargées de défendre le camp si nécessaire.

## Premier jour
Les Romains ordonnent à leur infanterie légère, soutenue par les frondeurs et les archers, d’attaquer l'armée musulmane. Mais les musulmans ne ripostent pas comme l'a ordonné Khalid. Cette phase de la bataille engendra beaucoup de morts et de blessés parmi les musulmans.
Khalid ordonna alors une attaque générale. La lutte était féroce, et a continué jusqu'au coucher du soleil. Il n'y avait pas de vainqueur et les deux armées étaient prêtes à continuer la lutte.

## Second jour
Les Romains perdent leur commandant et les musulmans voient une occasion d'attaquer. Le combat est brutal et impitoyable. Pourtant, les Romains, maintenant dans une situation désavantageuse, ne s’effondrent pas. Khalid engagent ses réserves. La ligne romaine finit par s'effondrer sous le poids de ce dernier effort. Les Byzantins subissent une défaite majeure et sont forcés de se retirer sur Damas.

## Conséquences
Malgré leur victoire, les Arabes ont subi de lourdes pertes. La tradition musulmane indique que plusieurs membres de l'ancienne aristocratie musulmane seraient tombés durant la bataille et sont devenus ainsi ce que l'on appelle des "martyrs".
Heraclius lui-même se retire d'Emesa pour se replier sur Antioche, tandis que les unités byzantines survivantes se réfugient dans les villes fortifiées environnantes et laissent la campagne sans défense face aux raids musulmans. Toute la Palestine est ainsi livrée aux raids musulmans, en particulier les régions intérieures des villes côtières. La panique se répand dans la région, et une grande partie de la population rurale vient chercher refuge derrière les murs des villes.
Après sa victoire, l'armée arabe se disperse en plusieurs colonnes de raid, puis se regroupe une nouvelle fois afin d'affronter une autre tentative byzantine d'arrêter l'invasion musulmane à la bataille de Fahl six mois plus tard.